# The Closer
The Closer är en amerikansk TV-serie som producerades mellan 2005 och 2012. 

## Synopsis
Den handlar om polischef Brenda Leigh Johnson, spelad av Kyra Sedgwick, som kommer från Atlanta till Los Angeles för att leda en specialstyrka som har hand om känsliga mordfall. Johnsons udda personlighet och tuffa och envisa tillvägagångssätt stryker ofta hennes kollegor mothårs, men hennes rykte som en av världens bästa förhörsledare vinner slutligen över även hennes svåraste kritiker. 
Bland övriga skådespelare i serien märks J. K. Simmons som Brendas chef (och f.d. älskare), G. W. Bailey som den åldrige detektiven Provenza, och Jon Tenney som Brendas make, FBI-agenten Fritz. Barry Corbin var en återkommande gästskådespelare i rollen som Brendas far.

## Om serien
Serien upphörde 2012, men flera av rollfigurerna fortsatte i spinoff-serien Major Crimes.
Kyra Swdgwick vann 2010 Primetime Emmy Award för bästa kvinnliga huvudroll i en dramaserie. Sedgwick hade varit nominerad i samma kategori för samma roll i 4 år på raken innan vinsten.